# Dwars door Vlaanderen 2019

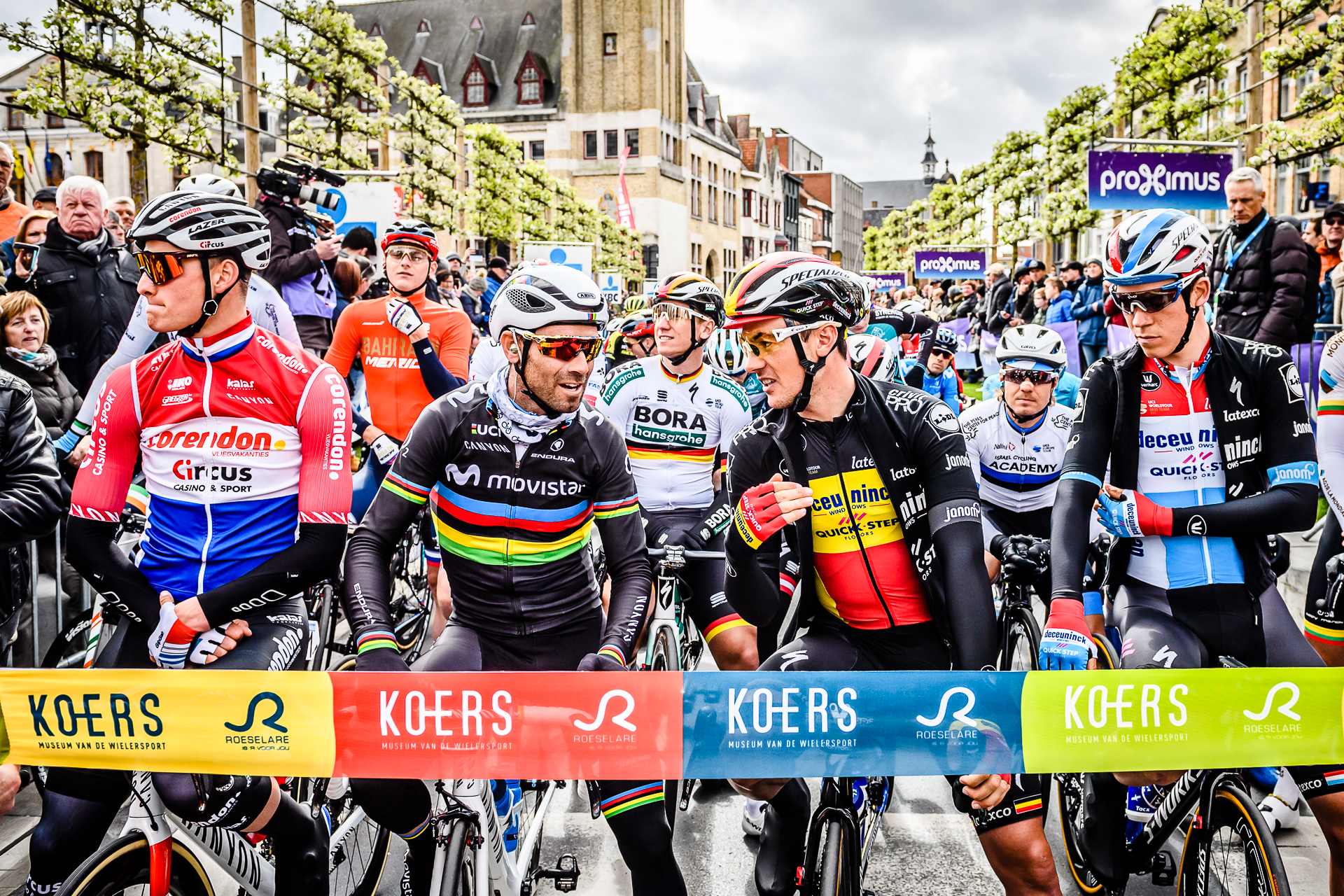
De deelnemers wachten op de Grote Markt van Roeselare op het startschot van de wedstrijd.

De 74e editie van de wielerwedstrijd Dwars door Vlaanderen was op 3 april 2019. De start was in Roeselare, de finish in Waregem. De wedstrijd maakte deel uit van de UCI World Tour. Titelverdediger was Yves Lampaert. Hij won niet alleen in 2018 maar ook in 2017.
Winnaar van deze editie van Dwars door Vlaanderen bij de vrouwen was titelverdedigster Ellen van Dijk, na een fraaie solo van zo'n 16 kilometer. Bij de mannen won Mathieu van der Poel. Hij rekende in een sprint van een klein groepje af met onder anderen Anthony Turgis, Bob Jungels en Tiesj Benoot.

## Mannen

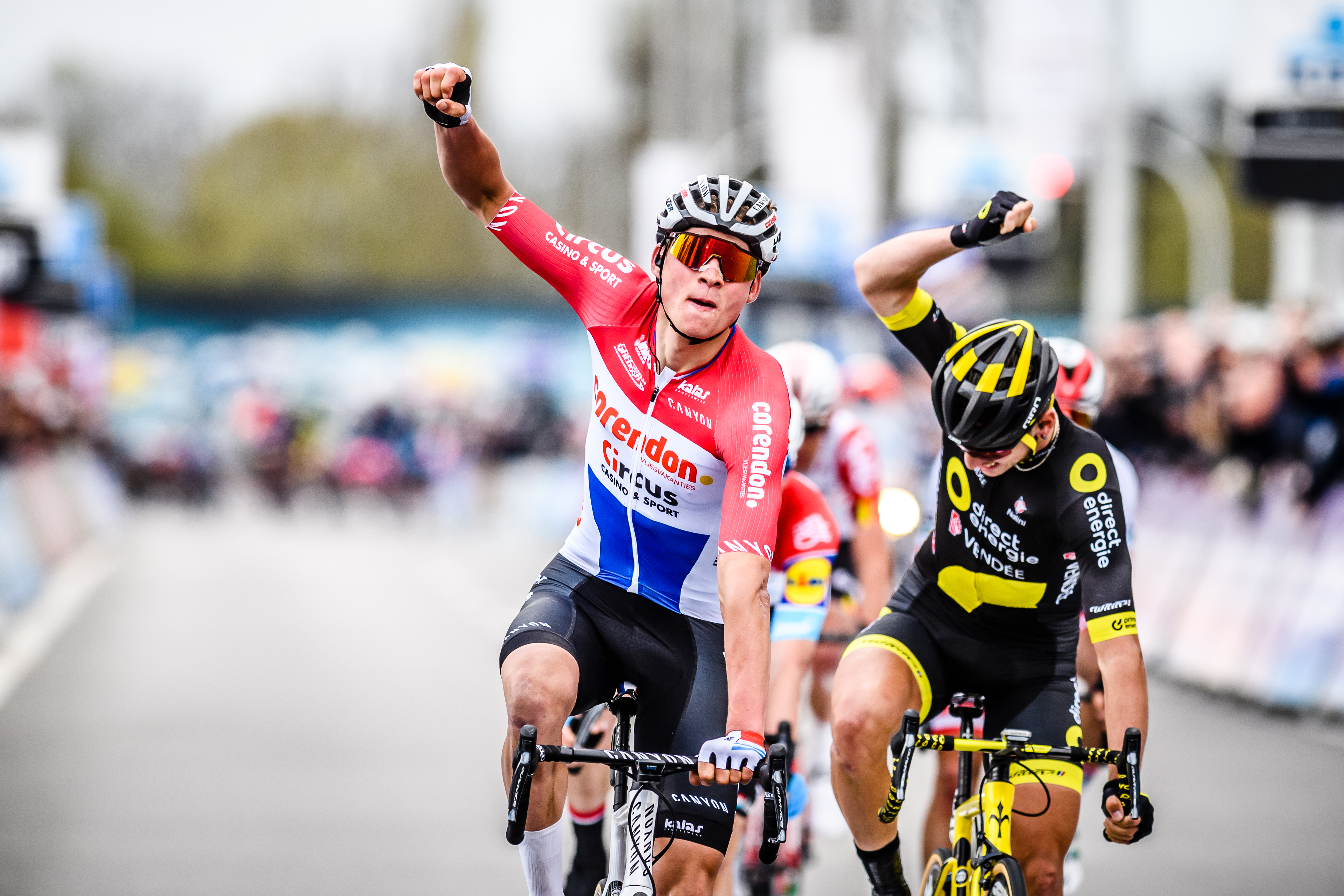
Mathieu van der Poel verslaat Anthony Turgis in de eindsprint

| Dwars door Vlaanderen 2019 |                      |                       |          |
| Plaats                     | Naam                 | Ploeg                 | Tijd     |
| Winnaar                    | Mathieu van der Poel | Corendon-Circus       | 4u05'52" |
| 2                          | Anthony Turgis       | Total Direct Énergie  | z.t.     |
| 3                          | Bob Jungels          | Deceuninck–Quick-Step | z.t.     |
| 4                          | Lukas Pöstlberger    | BORA-hansgrohe        | z.t.     |
| 5                          | Tiesj Benoot         | Lotto Soudal          | z.t.     |
| 6                          | Luke Rowe            | Team Sky              | + 16"    |
| 7                          | Danny van Poppel     | Team Jumbo-Visma      | + 18"    |
| 8                          | Yves Lampaert        | Deceuninck–Quick-Step | z.t.     |
| 9                          | Christophe Laporte   | Cofidis               | z.t.     |
| 10                         | Heinrich Haussler    | Bahrain-Merida        | z.t.     |

## Hellingen
In 2019 moesten de volgende hellingen worden beklommen:

## Vrouwen

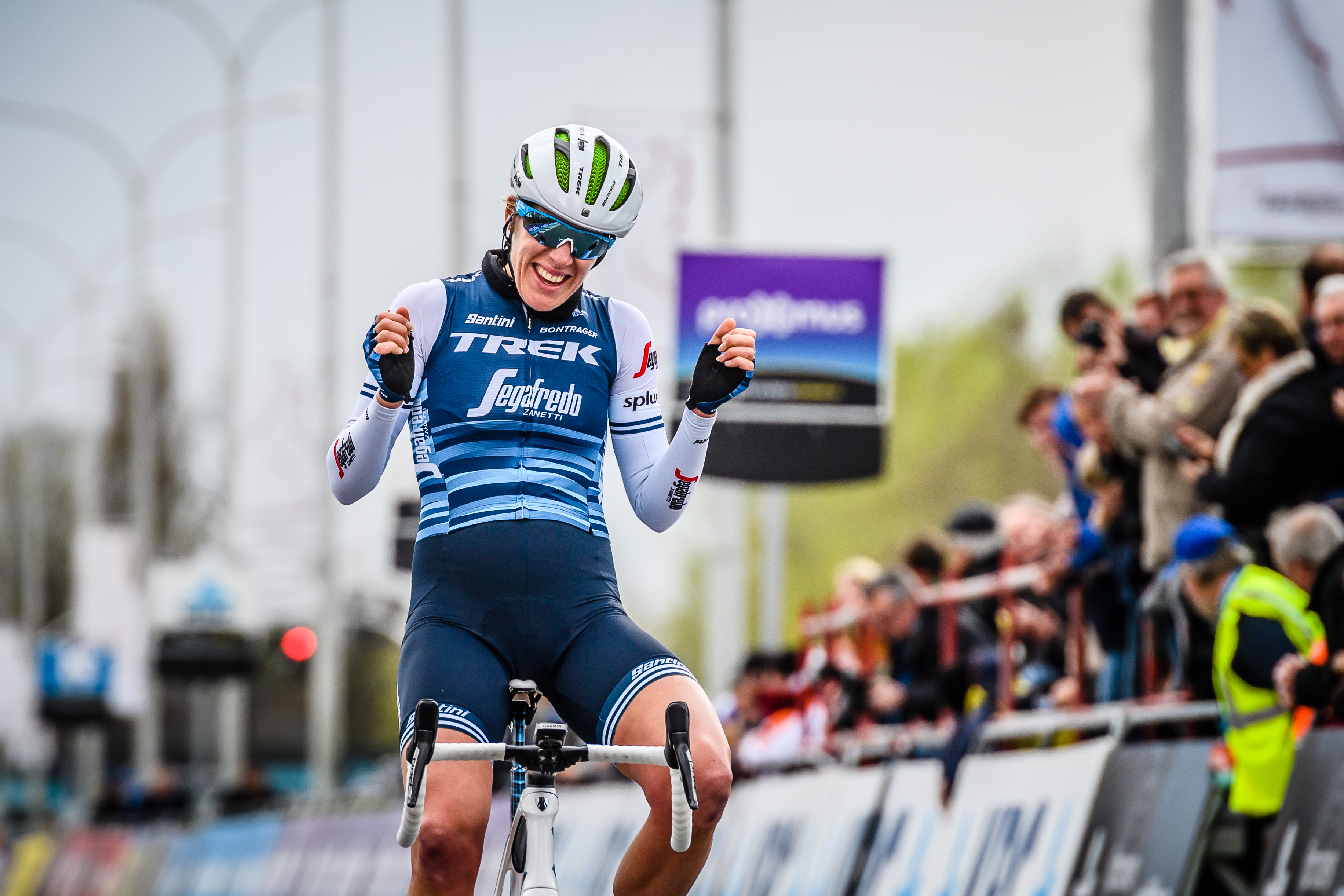
Ellen Van Dijk wint Dwars door Vlaanderen 2019. Foto: Lieven De Cock (uit collectie KOERS. Museum van de Wielersport).

In 2019 werd voor de achtste keer een vrouwenwedstrijd gehouden, die vanaf 2017 de UCI 1.1-status heeft. Ellen van Dijk wist haar titel met succes te verdedigen.
| Dwars door Vlaanderen 2019 |                      |                      |          |
| Plaats                     | Naam                 | Ploeg                | Tijd     |
| Winnaar                    | Ellen van Dijk       | Trek-Segafredo       | 2u42'22" |
| 2                          | Marta Bastianelli    | Team Virtu           | + 31"    |
| 3                          | Lucinda Brand        | Team Sunweb          | z.t.     |
| 4                          | Elena Cecchini       | Canyon-SRAM          | z.t.     |
| 5                          | Sheyla Gutiérrez     | Movistar Team        | z.t.     |
| 6                          | Sofie De Vuyst       | Parkhotel Valkenburg | z.t.     |
| 7                          | Annemiek van Vleuten | Mitchelton-Scott     | z.t.     |
| 8                          | Elisa Longo Borghini | Trek-Segafredo       | z.t.     |
| 9                          | Liane Lippert        | Team Sunweb          | z.t.     |
| 10                         | Katarzyna Niewiadoma | Canyon-SRAM          | z.t.     |

1945 · 1946 · 1947 · 1948 · 1949 · 1950 · 1951 · 1952 · 1953 · 1954 · 1955 · 1956 · 1957 · 1958 · 1959 · 1960 · 1961 · 1962 · 1963 · 1964 · 1965 · 1966 · 1967 · 1968 · 1969 · 1970 · 1971 · 1972 · 1973 · 1974 · 1975 · 1976 · 1977 · 1978 · 1979 · 1980 · 1981 · 1982 · 1983 · 1984 · 1985 · 1986 · 1987 · 1988 · 1989 · 1990 · 1991 · 1992 · 1993 · 1994 · 1995 · 1996 · 1997 · 1998 · 1999 · 2000 · 2001 · 2002 · 2003 · 2004 · 2005 · 2006 · 2007 · 2008 · 2009 · 2010 · 2011 · 2012 · 2013 · 2014 · 2015 · 2016 · 2017 · 2018 · 2019 · 2020 · 2021 · 2022 · 2023 · 2024

Lijst van beklimmingen
Tour Down Under ·
Great Ocean Road Race ·
Ronde van de Verenigde Arabische Emiraten ·
Omloop Het Nieuwsblad ·
Strade Bianche ·
Parijs-Nice · 
Tirreno-Adriatico · 
Milaan-San Remo ·
Ronde van Catalonië ·
Driedaagse Brugge-De Panne ·
E3 BinckBank Classic ·
Gent-Wevelgem ·
Dwars door Vlaanderen ·
Ronde van Vlaanderen ·
Ronde van het Baskenland ·
Parijs-Roubaix ·
Amstel Gold Race ·
Ronde van Turkije ·
Waalse Pijl ·
Luik-Bastenaken-Luik ·
Ronde van Romandië ·
Eschborn-Frankfurt ·
Ronde van Italië ·
Ronde van Californië ·
Critérium du Dauphiné ·
Ronde van Zwitserland ·
Ronde van Frankrijk ·
Clásica San Sebastián ·
Ronde van Polen ·
RideLondon Classic ·
BinckBank Tour ·
Ronde van Spanje ·
EuroEyes Cyclassics ·
Bretagne Classic ·
GP van Quebec ·
GP van Montreal ·
Ronde van Lombardije ·
Ronde van Guangxi